# Formatge en salmorra

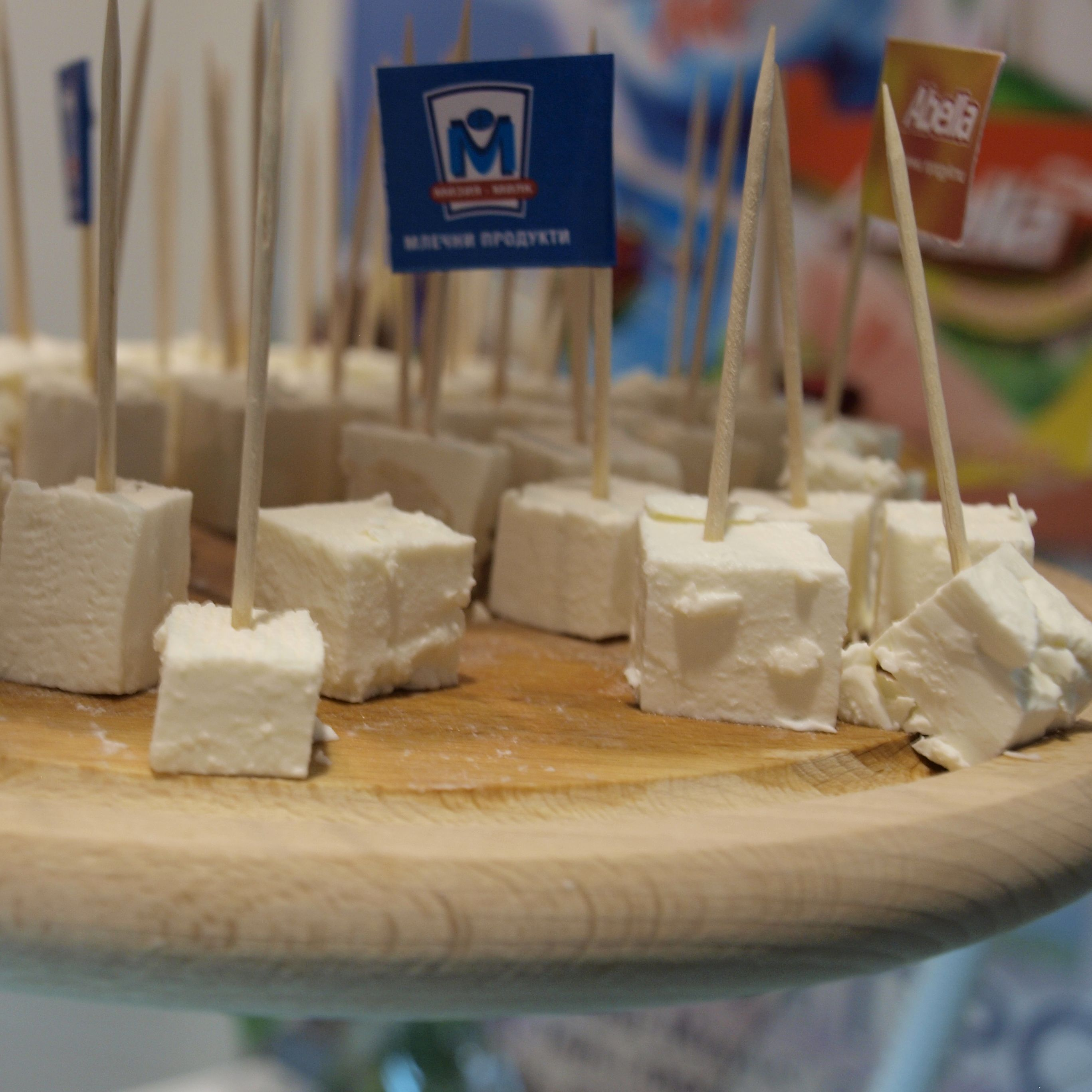
Daus de formatge búlgar blanc salat del tipus sirene

El formatge en salmorra o salpebrat, també de vegades denominat formatge en escabetx per a algunes varietats, és un formatge que madura en salmorra en un recipient hermètic o semipermeable. Aquest procés proporciona una bona estabilitat al formatge, inhibint el creixement bacterià fins i tot en climes més càlids.
Els formatges salats poden ser tous o durs, que varien en contingut d'humitat i en color i sabor segons el tipus de llet que s'utilitzi. Tanmateix, tot serà sense pell i, en general, tindrà un gust net, salat i àcid quan estigui fresc, desenvolupant una mica de picant al cap d'un temps. La majoria són blancs.
La salmorra s'utilitza en la producció d'altres formatges, sobretot els formatges rentats, però no es consideren formatges salats, ja que no maduren en salmorra.

## Llista
El formatge salat es produeix i es consumeix àmpliament a les zones del Pròxim Orient i de la Mediterrània. Els formatges salats inclouen els diferents tipus:
- Akkawi (Llevant)
- Balkánský sýr (Txèquia i Eslovàquia)
- Bryndza (Romania, Eslovàquia, Rússia)
- Txetxil (Armènia)
- Cherni Vit (Bulgària)
- Domiati (Egipte)
- Feta (Grècia)
- Halloumi (Xipre)
- Hâlûmi (Egipte)
- Lighvan (Iran)
- Nabulsi (Palestina)
- Sirene (Bulgària)
- Sulguni (Geòrgia)
- Telemea (Romania)
- Tulum (Turquia)
- Tzfat (Israel)